# Unidos do Vale Encantado
O Grêmio Recreativo Escola de Samba Unidos do Vale Encantado  é uma escola de samba da cidade de São Paulo. Fundada em 28 de Março de 1983, por Mário Caetano, e outros moradores do bairro Cidade Ademar, no extremo do Jabaquara, que queriam uma escola de samba que representasse a comunidade, participando das festividades culturais e esportivas do bairro. Muitos componentes dessa escola, pertenciam ao bloco Flor de Liz e as escolas Barroca Zona Sul e Vai-Vai.

## História
Seu 1º título foi no Grupo de Acesso da UESP em 1996, tendo no ano seguinte conquistado o Grupo 4. Em 1998 subiu novamente de grupo, ficando em 3º lugar no Grupo 3 e no ano 2000 foi vice-campeã do Grupo 2, tendo pisado no  Anhembi, pela primeira vez, em 2001.
Em 2008 a escola desfilou no Grupo de Acesso da LigaSP, mas foi rebaixada com muitos problemas. Em 2009 ficou em terceiro no Grupo 1 da UESP. Em 2010 ficou em 3º lugar com o enredo "Do Amor Pela Natureza, a Liberdade do Índio. Do Conhecimento do Branco Conquistador a Força e a Fé dos Negros... Sou Eu, Brasil, A Quarta Raça!".
Continuou no Grupo 1 da UESP em 2011. Em 2012 com muitos problemas foi rebaixada para o Grupo 2 da Uesp, com o enredo Calendário da Vida. Em 2013, conquista o Vice-Campeonato do Grupo 3 com o Enredo "Do Galante ao Majestoso, 100 anos, do Garantido e Caprichoso".

## Segmentos

### Presidentes
| Nome          | Mandato      | Ref.  |
| ------------- | ------------ | ----- |
| Mário Caetano | 1993 - atual | [ 3 ] |

### Diretores
| Ano  | Diretor de Carnaval         | Diretor geral de harmonia | Mestre de bateria | Ref.  |
| ---- | --------------------------- | ------------------------- | ----------------- | ----- |
| 2014 | Luciano Rosa                |                           | Teto              | [ 3 ] |
| 2015 | Luciano Rosa                | Fábio Matos               | Nadinho e Wagnão  | [ 4 ] |
| 2016 | Luciano Rosa                |                           | Nadinho e Wagnão  |       |
| 2017 | Luciano Rosa                | Hugo Passos               | Nadinho e Wagnão  |       |
| 2018 |                             |                           | Nadinho e Wagnão  |       |
| 2019 | Jose Roberto (Meste Bagulé) | Célio                     | Bagulé e Ewerton  |       |
| 2020 | Fábio Luís da Silva Matos   | Jorge Arruda Júnior       | William Kalvin    |       |
| 2022 | Fábio Luís da Silva Matos   | Jorge Arruda Júnior       | Leandro Luís      |       |

### Casal de Mestre-Sala e Porta-Bandeira
| Ano       | Nome                              | Ref.  |
| --------- | --------------------------------- | ----- |
| 2007      | Demetrios e Regina                |       |
| 2009      | Thiago Baptista e Daniela Motta   |       |
| 2010      | Marquinhos Costa e Daniela Motta  |       |
| 2011-2012 | Marquinhos Costa e Virginia Costa |       |
| 2013      | Mauro Cesar e Virginia Costa      |       |
| 2015-2016 | Gilson Santos e Adriana Costa     | [ 4 ] |
| 2017      | Emerson Nunes e Angélica Paiva    |       |
| 2018      | Emerson Nunes e Gisa Camillo      |       |
| 2019      | Emerson Nunes e Angélica Paiva    |       |
| 2020      | Leanndro Novelli e Tauany Sabino  |       |

## Carnavais
| 1994 | 5º lugar | Seleção - A | Brasil na Terra das Mil e uma Noites | |        |
| 1995 | 4º lugar | Seleção - B | De Pai Para Filho | |        |
| 1996 | Campeã | Seleção - B | Vem da Cana de Açúcar o Doce Sabor | |        |
| 1997 | Campeã | 3-UESP | Ilha da Magia | |        |
| 1998 | 3º lugar | 2-UESP | A Boca | |        |
| 1999 | 3º lugar | 2-UESP | Ceará - Fortaleza, a Terra da Luz | |        |
| 2000 | Vice-campeã | 2-UESP | Será Que Foram os Bons Ventos que Levaram ao Descobrimento? | |        |
| 2001 | 8º lugar | 1-UESP | Pará - Terra de Encantos e Lendas | Mário Caetano |        |
| 2002 | 10º lugar | 1-UESP | Água, Fonte da Vida | Alex Nascimento |        |
| 2003 | Vice-campeã | 2-UESP | É Fogo, É Luz, É Paixão, A Chama do Seu Coração | Alex Nascimento |        |
| 2004 | 7º lugar | 1-UESP | São Paulo, 450 Anos | |        |
| 2005 | 5º lugar | 1-UESP | De Onde Vim? Quem Sou Eu? Para Onde Vou? | Alex Nascimento |        |
| 2006 | 6º lugar | 1-UESP | Vale Encantado na Rota do Ouro | Afonso Carlos |        |
| 2007 | Campeã | 1-UESP | 'Do Oiapoque ao Chuí, Meu Povo Dança e Ainda Sorri Intérprete: Estevão Júnior | Mário Sérgio Cardoso                                                                                                   |        |
| 2008 | 8º lugar | Acesso | Passo a Passo, Assim Caminha a Humanidade Intérprete: Estevão Júnior | Mário Sérgio Cardoso                                                                                                   |        |
| 2009 | 3º lugar | 1-UESP | Seguindo os Passos do Criador, Abra o Seu Coração e Declare o Seu Amor à Natureza | |        |
| 2010 | 4º lugar | 1-UESP | Do Amor Pela Natureza, a Liberdade do Índio.Do Conhecimento do Branco Conquistador a Força e a Fé dos Negros. Sou Eu, Brasil, A 4º Raça! Intérprete:Ziza | |        |
| 2011 | 10° lugar | 1-UESP | Grande Otelo Intérprete:Ziza | Alex Nascimento |        |
| 2012 | 11º Lugar | 2-UESP | Calendário da Vida Intérprete:Ziza | Alex Nascimento |        |
| 2013 | Vice-Campeã | 3-UESP | Do galante ao majestoso, 100 anos do Garantido e Caprichoso | Alex Nascimento |        |
| 2014 | 7º lugar | 2-UESP | Olodum: A luta continua ! Intérprete:Renan Bier. | Alex Nascimento | [ 3 ]  |
| 2015 | 7° lugar | 2-UESP | O vale da fé... A luz que te faz caminhar Intérprete:Renan Bier | Alex Nascimento | [ 4 ]  |
| 2016 | 6º lugar | 2-UESP | O Vale nas terras onde o mar se arrebenta. Oxente! Cabra da Peste venha conhecer neste carnaval. Pernambuco multicultural! Compositores:Thiago Morganti, Sukata, Evandro Malandro, Wilson Bizzar, Shazam, Rafael Tubino, Thiago Meiners, Luciano Rosa e Portuga Intérprete: Renan Bier | Alex Nascimento | [ 5 ]  |
| 2017 | 10° lugar | 2-UESP | Com a proteção de seu Zé o Vale deseja uma boa noite São Paulo Compositores:Luciano Rosa,Sukata, Jairo Roizen, Evandro Wilson e André Valêncio Intérprete(s):Estevão Junior/Ziza | Alex Nascimento | [ 6 ]  |
| 2018 | 6° lugar | 2-UESP | Vale Encantado e seus guerreiros na transversal do tempo Compositores:Luciano Rosa,Sukata, Jairo Roizen, Evandro Wilson e André Valêncio Intérprete(s):Estevão Junior/Ziza | Alex Nascimento | [ 7 ]  |
| 2019 | 10° Lugar | 2-UESP | Com a crença, força e fé em Tupã, os guerreiros do Vale Encantado nos jogos da vida contra Ikirutã Compositores: Luciano Rosa, Jairo Roizen, André Valêncio e Sukatinha Intérprete(s): Fernandinho SP, Juninho Voraz, Ziza e Ezequiel                                                  | Comissão de Carnaval                                                                                                   | [ 8 ]  |
| 2020 | 5° Lugar | Especial de Bairros | A incrível e misteriosa lenda de amor e dor | Eduardo Felix | [ 9 ]  |
| 2021 | Inicialmente adiados para o mês de julho, os desfiles do Carnaval 2021 foram cancelados devido a pandemia de Covid-19. | Inicialmente adiados para o mês de julho, os desfiles do Carnaval 2021 foram cancelados devido a pandemia de Covid-19. | Inicialmente adiados para o mês de julho, os desfiles do Carnaval 2021 foram cancelados devido a pandemia de Covid-19. | Inicialmente adiados para o mês de julho, os desfiles do Carnaval 2021 foram cancelados devido a pandemia de Covid-19. | [ 10 ] |
| 2022 | 3º Lugar | Especial de Bairros | Abayomi: resistência, tradição e ancestralidade. O poder do encontro precioso | Eduardo Félix |        |
| 2023 | 4º Lugar | Especial de Bairros | As sete linhas, na dança a consagração da fé | Comissão de Carnaval                                                                                                   | [ 11 ] |
| 2024 | 8º Lugar | Especial de Bairros | Num ritual de amor, igualdade e respeito, Vale Encantado vai à luta por um Brasil sem preconceito | Eduardo Felix | [ 12 ] |